# Efferia armata
Efferia armata är en tvåvingeart som först beskrevs av James Stewart Hine 1918.  Efferia armata ingår i släktet Efferia och familjen rovflugor. Inga underarter finns listade i Catalogue of Life.